# Ливне, Яков
Яков Ливне (ивр. יעקב ליבנה‎) — израильский дипломат. Посол Израиля в Польше с 28 февраля 2022 года.

## Биография
Родился 27 марта 1967 года в Москве. Его отец — уроженец Украины, ветеран Великой Отечественной войны, пошедший добровольцем и дослужившийся до офицерского звания.
В 1974 году его семья уехала из СССР в Израиль. Вырос в Хайфе, учился в школе «Реали».
Служил в ЦАХАЛ в составе 13-го батальона бригады «Голани», а также на образовательной базе «Михве Алон».
В 1992 году окончил физический факультет технологического института «Технион» в Хайфе, где получил степень бакалавра, и магистратуру по международным отношениям в Еврейском университете в Иерусалиме. Получил докторскую степень в области истории в Ариэльском университете.
В 1992 году поступил на службу в Министерство иностранных дел Израиля. В 1992—1993 годах — в отделе обучения персонала, в 1993—1994 годах — в отделе Восточной Европы. В 1994—1997 годах занимал должность пресс-атташе в посольстве Израиля в Москве. В 1997—1999 годах — начальник отделения Центральной Азии и Кавказа отдела Восточной Европы Министерства иностранных дел Израиля. В 1999—2003 годах занимал должность советника по политическим вопросам в посольстве Израиля в Берлине. В 2003—2008 годах — старший аналитик по США, заместитель директора международного отдела Центра политических исследований (Мамад) Министерства иностранных дел Израиля. В 2008—2009 годах — заместитель директора отдела «Евразия-1» Министерства иностранных дел Израиля. В 2009—2019 годах — директор отдела «Евразия-1» Министерства иностранных дел Израиля. Курировал отношения с Украиной и Россией, отвечал за подготовку визитов президента России Владимира Путина в Израиль в 2005, 2012 и в 2020 годах. В 2019—2020 годах был временно поверенным в делах в посольстве Израиля в Москве. В 2020—2021 годах — директор отдела «Евразия-1» Министерства иностранных дел Израиля.
Номинирован министерством на должность посла Израиля в Польше в сентябре 2020 года, однако не получил одобрения правительства из-за конфликта внутри правящей коалиции, назначен в июне 2021 года следующим правительством. 14 августа президент Польши Анджей Дуда одобрил изменения Административно-процессуального кодекса, касающиеся сроков реституции имущества, конфискованного коммунистическими властями Польши после Второй мировой войны, против которых выступали еврейские организации, претендующие на выморочное имущество жертв Холокоста. В ответ на это министр иностранных дел Израиля Яир Лапид отозвал временно поверенного в делах в Варшаве и рекомендовал послу Польши в Израиле Мареку Магеровскому не возвращаться из отпуска. Яков Ливне прибыл в Варшаву 28 февраля 2022 года, сразу после вторжения России на Украину и вручил верительные грамоты президенту Польши Анджею Дуде 12 июля 2022 года.
Помимо родного русского и иврита, владеет английским и немецким языками.

## Личная жизнь
Женат, имеет двоих детей.